# ناندا باربات
ناندا باربات هي مدينة خيالية في عالم دي سي كوميكس. ظهرت للمرة الأولى في مغامرات غريبة #205 (أكتوبر 1967)، وتم إنشاؤه من قبل أرنولد دريك وكارمين إنفانتينو، مبتكرين من ديدمان.

## التاريخ
ناندا باربات مدينة خفية تقع في أعالي جبال الهملايا. ويقال بإنها مكان للشفاء والتنوير محروسة من قبل الإلهة راما كوشنا ورهبانها. كما هو الحال في شانغري-لا، يمضي الوقت بشكل مختلف في ناندا باربات؛ بحيث يمكن للمرء أن يترك المدينة ليجد بأن وقتًا أقل قد مر في العالم الخارجي.
تشتهر راما كوشنا بكونها الكيان المسؤول عن تحويل البهلواني بوسطن براند إلى شبح ديدمان. وبوصفه وكيلها الروحي، يتجول براند في الأرض لتملك أجساد الأحياء والقيام بأعمال جيدة، على أمل الوصول إلى الجنة في نهاية المطاف. يعود ديدمان إلى ناندا باربات في بعض الأحيان للدفاع عنها ضد المهاجمين مثل السينسي وعصبة القتلة، وهو محارب قديم كان في وقت ما يمتلكه جوناه، أحد عملاء راما السابقين.

### الخريطة غير المرئية
وقد أستخدمت خريطة للوصول إلى هذا المكان في قصة قيامة رأس الغول كتبها غرانت موريسون وبول ديني. ومن المفترض بأن تتكون «الخريطة غير المرئية» من سبع قطع، بما في ذلك وشم وقصاصة ورق وقصيدة ووحمة.

### مظاهر بارزة
كما لعبت راما كوشنا وناندا باربات دورًا في حياة شخصيات دي سي كوميكس الأخرى:
- كانت ناندا باربات موطنا لجودوماستر قبل أنضمامه إلى الفريق المعروف بأسم L.A.W. وهي مسؤولة عن بقاءه شاباً كما كان في الأربعينيات.
- قضى «كريمسون أفنجر» وقتًا في ناندا باربات باحثًا عن معنى في أعمال العنف التي لا معنى لها والتي شهدها في الحرب العالمية الأولى. وخلال فترة النقاهة، حصل على رؤية للمستقبل وشهد موت سوبرمان (كما هو مبين في ملفات العصر الذهبي السرية # 1).
- أثناء زيارة إلى ناندا باربات، عاد ديدمان لفترة وجيزة إلى شكله البشري وأصيب بتسمم من قبل السنسي الذي جعله سهل التأثر. عندما عاد إلى حالته الشبحية، أرسل أحد رجال السينسي ديدمان لمهاجمة باتمان بينما أستعد سينسي والفرقة لتحطيم ناندا باربات. تمكن باتمان من إقناع ديدمان لقيادته وشقيق بوسطن كليف إلى ناندا باربات، وأنقذ باتمان وكليف المدينة وأكتشفوا الترياق للسم.
- في الـ52، ناندا باربات هي المكان الذي يأخذ ذاكويستشين ريني مونتويا لتدريب سيد ريتشارد دراغون.[3][4] ومباشرة اً خارج ناندا باربات يموت ذاكويستشين من مضاعفات مرض الرئة.
- [5]
- في وقت لاحق الـ52، يسافر رالف ديبني إلى ناندا باربات، بحثًا عن راما كوشنا وطريقة لإحياء زوجته الراحلة، سو. كما تم عرض عضو من العشرة الأوائل، وهو الطبيب المحقق المثالي، الذي يسعى إلى السلام الداخلي في المدينة الخفية.
- في باتمان #663، يستخدم باتمان تعويذة أو صلاة تعلمها في ناندا باربات على رجل ميت. وفي نفس العدد يدخل إلى حالة نيرفيكالا سامادهي، باستخدام تقنية تعلمها في ناندا باربات، للعثور على نمط مخفي أو غامض لجرائم القتل الأخيرة للجوكر.
- في ملك في الجحيم، يذهب كل من ديدمان وزاكاري زاتارا وجايسون بلاد وكيد ديفل وراندو إلى ناندا باربات في محاولة لمساعدة راما كوشنا في موازنة قوى الخير والشر.
- [6][7]
- في أظلم ليلة، يحاول ديدمان أستعادة جثته الخاصة في ناندا باربات ولكن يتم رفضه عدة مرات، لذلك يستخدم أجسام الفوانيس السوداء الأخرى في محاولة لأكتشاف كيفية أستخدام جسمه وكيفية تدمير الفوانيس السوداء. يساعده فانتوم سترينج ويدخلا ناندا باربات.[8]
- في أسطع يوم، أقام سانت والكر ورينيه مونتويا جنازة تشارلز فيكتور سزاس في ناندا باربات.[9]
- في ديتيكتيف كوميكس السنوي #12، تذهب رينيه مونتويا إلى ناندا باربات في محاولة للتخلص من مارك من كاين، بينما يسمح لها ريتشارد دراغون لها بالذهاب إلى بينيم، والذي حاول الحصول على العلامة لنفسه.[10]
- في سوبرمان: الهابط, الجزء الثامن، تم ذكر المدينة في صورة أرتجالية تصور لقاء كلارك كينت وبروس واين مع بعضهما البعض خلال الفترة التي كان كلاهما يسافران فيها إلى العالم قبل تولي هوياتهما السرية، وتعاملهما مع فاندال سافاج في محاولته لأيجاد ناندا باربات، يشار إليها بأسم «مدينة التحول».[11]
- في فرقة العدالة الظلام #13, تختفي كتب السحر في ناندا باربات، التي يخفيها فاوست ودكتور ميست كمكان لقوة عظمى. كما يذكر براند بأنه كان هناك حينها.[12]

## في وسائل الإعلام الأخرى

### التلفاز
- في حلقة «حساب الموت» من المسلسل التلفزيوني فرقة العدالة دون حدود، يكشف باتمان بأنه درس مع معلم فنون قتالية في دير في ناندا باربات، عندما يقوم ديدمان بمساعدته - إلى جانب سوبرمان و المرأة المعجزة - للأنتقام من مقتل معلم فنون الدفاع عن النفس. ومن الملاحظ بأن جميع الرهبان يموتوا بسبب الجمعية السرية من الأشرار الخارقين، ولكنهم يعودون إلى الحياة بعد أن يوقف أعضاء فرقة العدالة خطط الأشرار.
- في حلقة «الموت للحقوق» من المسلسل التلفزيوني السهم، يكشف مالكولم ميرلين بأنه خلال أختفائه الذي أستمر لمدة سنتين بعد مقتل زوجته، بأنه ألتقى برجل في ناندا باربات ساعده في العثور على هدف لحياته، مما يعني أيضًا بأنه كان هناك حيث تعلم مهاراته القتالية. في الموسم التالي، يتبين بأنها موطن عصبة القتلة، وتؤكد بأن رأس الغول هو الرجل الذي درب ميرلين وسارة لانس. تم وصف ناندا بربات بأنها حارة من قبل سارة. ويتم تحديدها أخيراً على أنها في مكان ما في نطاق هندوكوش في باكستان، وقد تم بناؤها على منحدر في الصحراء وتظهر بشكل بارز في الموسم الثالث. وهي أيضاً المكان الذي يظهر فيه بئر لازاروس الذي يستخدمه راس وأعضاء العصبة الأخرين لإطالة أمد حياتهم. وهناك حلقة من السهم أيضاً بعنوان «ناندا باربات».[13] في حلقة «إحياء», من الموسم الرابع، تذهب كل من لوريل لانس وثيا كوين إلى ناندا باربات لتطلبا من مالكولم (رأس الغول الجديد) إحياء سارة، لكنه في البداية يتراجع، ليغير رأيه فيما بعد. بعد إحياء ساره، تغضب نيسا الغول وتدمر بئر لازاروس ويضعها مالكولم في السجن. تهرب من ناندا باربات مع تلميذتها ميسي نتيفا وعدد قليل من التابعين في حلقة «التحرر» في محاولة للحصول على إكسير اللوتس من اليابان حيث تحتفظ بها تاتسو ياماشيرو. في «خطايا الأب»، بعد هزيمة أوليفر لمالكولم خلال الحرب الداخلية في العصبة، تصبح نيسا رأس الغولي للعصبة، لكنها تقرر حلها لأن نيسا لا تريد بأن تكون مثل والدها. ونتيجة لذلك، يبدو مخبأ العصبة في ناندا باربات فارغ بعد حلها. تظهر ناندا أيضاً لفترة وجيزة في حلقة «مسكون» كرؤية خلال شفاء سارة من روحها الفاسدة وفي الفلاش باك بأختصار في حلقة الموسم الخامس «الغزو!».
- «خلفه وراءه» هي الحلقة التاسعة من الموسم الأول من أساطير الغد. في هذه الحلقة يسافر الفريق إلى ناندا باربات في العام 1960 لمحاولة إنقاذ سارة لانس، التي أنضمت مرة أخرى إلى عصبة القتلة بعد أن تقطعت بهم السبل في الماضي. كما تظهر ناندا باربات لفترة وجيزة في «نهر الزمن» عندما تتعرض سارة لانس للإشعاع الزمني في السفينة وتزور نيسا في سجنها لفترة وجيزة.
- في حلقة «رأس شيطان» من المسلسل التلفزيوني غوثام، يتم ذكر ناندا باربات.

### ألعاب الفيديو
- تظهر ناندا باربات في عالم دي سي على الأنترنت.

## وصلات خارجية
- DCU Guide: Rama Kushna
- DCU Guide: Taj Ze